# VAP (entreprise)
 (septembre 2015).
VAP, Inc. (formé à partir des initiales de Video & Audio Project) (|株式会社バップ|Kabushiki gaisha Bappu) est une société japonaise de multimedia fondée le 24 janvier 1981, basée à Tokyo. L'entreprise est une filiale de Nippon Television Holdings, Inc..

## Artistes
- Coldrain
- Concerto Moon
- Eastern Youth
- Edge of Spirit
- Fear, and Loathing in Las Vegas
- Galneryus
- Girls on the Run
- Aya Hisakawa
- Nobuyuki Hiyama
- Last Alliance
- Maximum the Hormone
- Hajime Mizoguchi
- Toshiyuki Morikawa
- Yuji Ohno
- Ogre You Asshole
- Pay Money to My Pain
- Saber Tiger
- Momoko Sakura
- Sendai Kamotsu
- S.E.S.
- Yuri Shiratori
- Suzume
- Zwei
- Carlos Toshiki & Omega Tribe
- Kikuchi Momoko

## Télévision japonaise,drama, etanime
- Winter Sonata (NHK sous licence KBS)
- Mirmo! (TV Tokyo)
- Elfen Lied (AT-X)
- Kōryū no Mimi
- Lupin III
- Let's Go! Anpanman
- Future GPX Cyber Formula
- Mamawa Shogaku Yonensei
- Master Keaton
- Monster
- Hajime no Ippo
- Death Note
- Nana
- Tenchi Muyo!
- Berserk
- Stairway to Heaven (Yomiuri TV)
- Majin Tantei Nōgami Neuro
- Bagi, the Monster of Mighty Nature (Nippon TV)
- Saint Seiya: The Lost Canvas
- All Japan Pro Wrestling
- Pro Wrestling NOAH
- Monkey
- The Water Margin

## Principaux membres

### Diffuseurs de Nippon News Network et Nippon Television Network System
- Mitsubishi
- Nippon Television Network
- Akita Broadcasting System
- Sapporo Television Broadcasting
- Yamagata Broadcasting Company Limited
- Miyagi Media Television
- Yamanashi Broadcasting System
- Chukyo TV Broadcasting
- Kita Nippon Broadcasting
- Fukui Broadcasting Corporation
- Yomiuri Telecasting Corporation
- Hiroshima Telecasting Co.,Ltd.
- Yamaguchi Broadcasting Company Limited
- Fukuoka Broadcasting System
- JRT Shikoku Broadcasting Corporation
- Nishinippon Broadcasting Co., Ltd.
- Nankai Broadcasting Co., Ltd.
- RKC Kouchi Broadcasting Corporation
- RAB Aomori Broadcasting Corporation

### Nippon Television Network Business Company
- RF Radio Japan
- Nippon TV Music

### Yomiuri Shimbun Partnership Company
- Radio Kansai

## Jeux vidéo
- Doki! Doki! Yūenchi: Crazy Land Daisakusen (Famicom)
- Ganso Saiyūki: Super Monkey Daibōken (Famicom)
- Isolated Warrior (Famicom)
- Sprinter Monogatari: Mezase!! Ikkaku Senkin (Super Famicom)
- Shigetaka Kashiwagi's Top Water Bassing (Super Famicom)
- Tao (Famicom)
- Kōryū no Mimi (Super Famicom)
- Q*bert 3 (Super Famicom)
- Shippo de Bun (Game Boy)
- Big Thanks Super Keirin (Saturn)